# Tiziana Beghin
Tiziana Beghin (Genova, 4 febbraio 1971) è una politica italiana, dal 1º luglio 2014 al 16 luglio 2024 europarlamentare per il Movimento 5 Stelle, di cui dal 2019 al 2024 è stata capodelegazione al Parlamento europeo.

## Biografia
Terminati gli studi liceali si è laureata in economia e commercio all'Università degli Studi di Genova, specializzandosi successivamente in Human Resources & Management dopo una parentesi dedicata all’attività professionale in studio commercialista e revisore contabile.
Dal 2005 al 2014 si è occupata di consulenza alle PMI per lo sviluppo del business attraverso la formazione del personale.

### Carriera politica

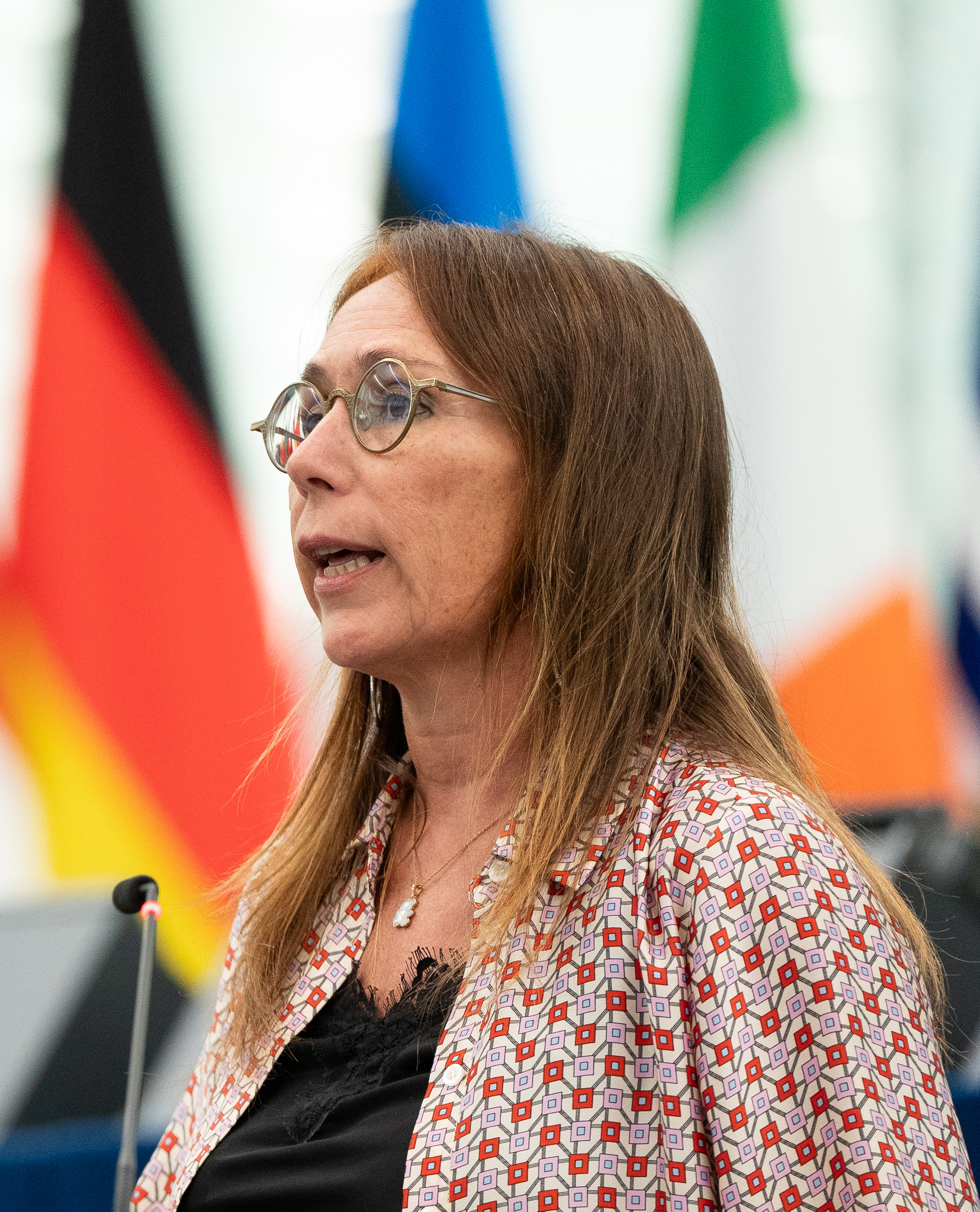
Tiziana Beghin al Parlamento europeo nel 2023

Alle elezioni europee del 2014 si candida al Parlamento europeo, tra le liste del Movimento 5 Stelle nella circoscrizione Italia nord-occidentale, risultando eletta europarlamentare ottenendo 22.485 preferenze.
Nel corso dell'VIII legislatura del Parlamento europeo è stato membro titolare della commissione INTA (Commercio Internazionale) e della commissione EMPL (Lavoro e Affari Sociali), oltre che membro sostituto della commissione IMCO (Mercato Interno e Protezione dei Consumatori).
Tra i numerosi dossier, con il collega Dario Tamburrano è co-relatrice di documentazione su TTIP, CETA e in generale su tutti gli accordi di libero scambio, contribuendo attivamente al congelamento del TTIP, il trattato tra Unione europea e Stati Uniti che metteva a rischio gli standard europei e le eccellenze del Made in Italy.
È inoltre la relatrice per l’intero Parlamento europeo della Strategia Commerciale dell’Unione europea e del cosiddetto “Rapporto Dogane”, il primo documento ufficiale in cui l’UE ha riconosciuto le divergenze di prassi operative tra i porti e la concorrenza sleale tra gli stessi.

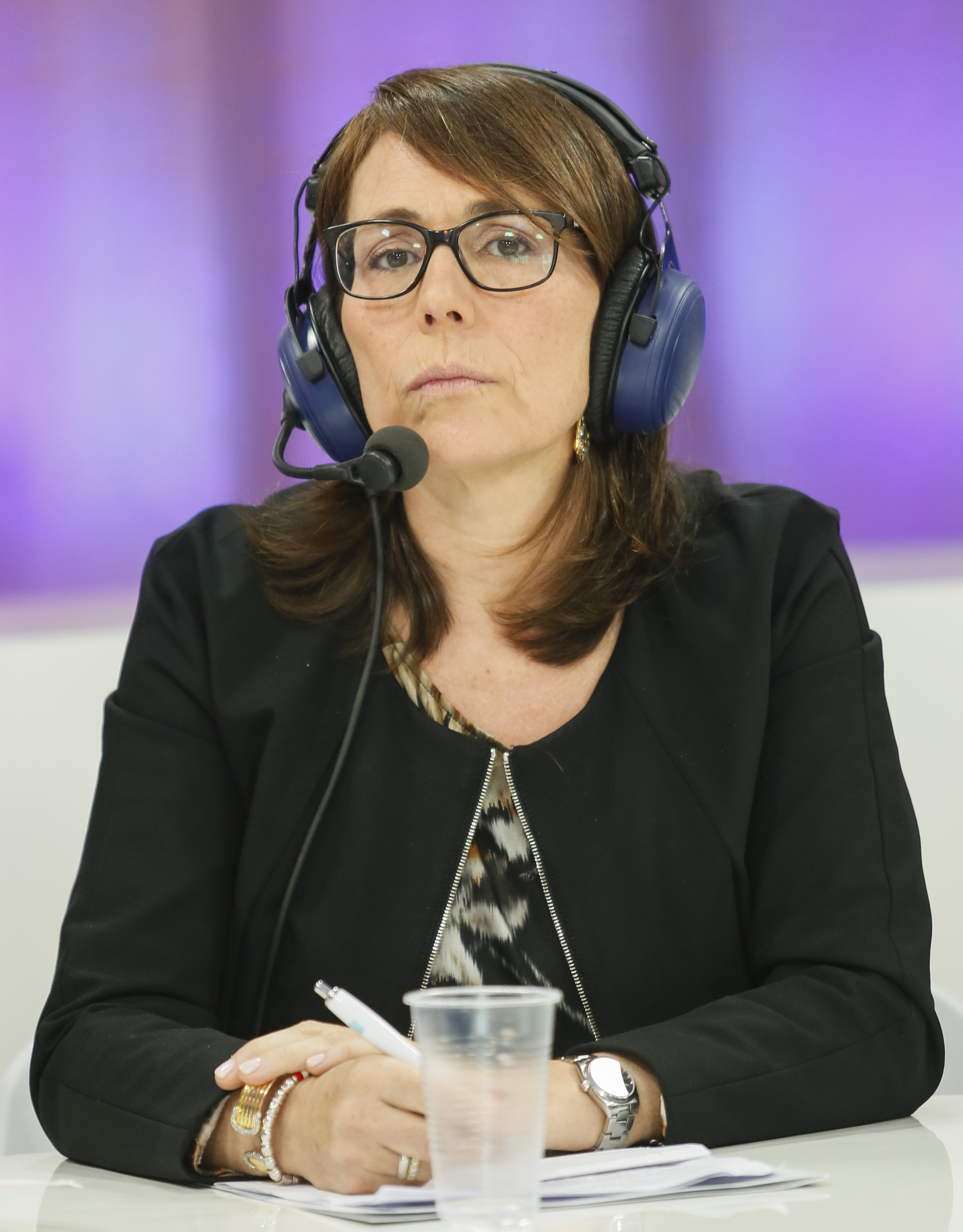
Tiziana Beghin

Altro report di cui si è occupata in prima persona è quello relativo ai cosiddetti “Conflict Minerals” (minerali di conflitto): il Regolamento europeo che ne è conseguito prevede una serie di obblighi per le imprese importatrici per promuove pratiche responsabili di approvvigionamento dei minerali provenienti da zone ad alto rischio o interessate da conflitti armati.
Dal 2014 al 2019 è presidente del Gruppo di Lavoro sul Bilancio e Regolamento dell’assemblea della PA-Uf diventando promotrice di una riforma atta al miglioramento del controllo sul finanziamento dell’assemblea Euromediterranea da parte dei Paesi membri. Contribuisce anche alla creazione di un segretariato generale permanente che ha sede a Roma in Via della Penitenza n° 37.
Nel 2017 viene nominata vicepresidente dell’Intergruppo Sport (rinominato Sports Group a partire dal 1º luglio 2019), punto di incontro tra politica e stakeholder su questioni sociali ed economiche che riguardano il mondo sportivo, sia professionistico che di base.
Alle elezioni europee del 2019 si ricandida per un secondo mandato, venendo rieletta con 15.039 voti. Nella IX legislatura è capodelegazione del Movimento 5 Stelle Europa, mantenendo il ruolo di titolare nella commissione INTA (Commercio Internazionale), a cui si aggiunge quello di membro sostituto nella commissione ITRE (Industria, Ricerca ed Energia).
Terminato il mandato da europarlamentare nel giugno 2024, a inizio 2025 prima accetta e poi ritira la propria candidatura a sindaco di Genova per appoggiare Silvia Salis insieme al centrosinistra.
Alle elezioni comunali del maggio successivo viene eletta consigliera comunale per il MoVimento 5 stelle a Genova come prima degli eletti con oltre 600 preferenze e viene poi nominata assessore al turismo e commercio nella giunta Salis.